# Geoemydinae
I Geoemidini (Geoemydinae Theobald, 1868) sono una delle due sottofamiglie che costituiscono la famiglia dei Geoemididi.

## Tassonomia
Comprendono 61 specie suddivise in 18 generi:
- Genere: Batagur
  - Batagur affinis (Cantor, 1847) - terrapin di fiume della Malesia
  - Batagur baska (Gray, 1831) - terrapin di fiume settentrionale
  - Batagur borneoensis (Schlegel & Müller, 1844) - terrapin dipinta
  - Batagur dhongoka (Gray, 1834) - tartaruga rugosa dalle tre strie
  - Batagur kachuga (Gray, 1831) - tartaruga rugosa rosso-coronata
  - Batagur trivittata (Duméril & Bibron, 1835) - tartaruga rugosa birmana

- Genere: Cuora
  - Cuora amboinensis (Daudin, 1802) - tartaruga scatola del Sud-est asiatico
  - Cuora aurocapitata Luo & Zong, 1988 - tartaruga scatola testa gialla
  - Cuora bourreti Obst & Reimann, 1994 - tartaruga scatola di Bourret
  - Cuora flavomarginata (Gray, 1863) - tartaruga scatola flavomarginata
  - Cuora galbinifrons Bourret, 1939 - tartaruga scatola indocinese
  - Cuora mccordi Ernst, 1988 - tartaruga scatola di McCord
  - Cuora mouhotii (Gray, 1862) - tartaruga scatola seghettata
  - Cuora pani Song, 1984 - tartaruga scatola di Pan
  - Cuora picturata Lehr, Fritz & Obst, 1998 - tartaruga scatola del Vietnam meridionale
  - Cuora trifasciata (Bell, 1825) - tartaruga scatola cinese trifasciata
  - Cuora yunnanensis (Boulenger, 1906) - tartaruga scatola dello Yunnan
  - Cuora zhoui Zhao, Zhou & Ye, 1990 - tartaruga scatola di Zhou

- Genere: Cyclemys
  - Cyclemys atripons Iverson & McCord, 1997 - tartaruga foglia dal ponte nero occidentale
  - Cyclemys dentata (Gray, 1831) - tartaruga foglia asiatica
  - Cyclemys enigmatica Fritz, Guicking, Auer, Sommer, Wink & Hundsdörfer, 2009 - tartaruga foglia enigmatica
  - Cyclemys fusca Fritz, Guicking, Auer, Sommer, Wink & Hundsdörfer, 2009 - tartaruga foglia del Myanmar
  - Cyclemys gemeli Fritz, Guicking, Auer, Sommer, Wink & Hundsdörfer, 2009 - tartaruga foglia dell'Assam
  - Cyclemys oldhami Gray, 1863 - tartaruga foglia dell'Asia sud-orientale
  - Cyclemys pulchristriata Fritz, Gaulke & Lehr, 1997 - tartaruga foglia dal ponte nero orientale

- Genere: Geoclemys
  - Geoclemys hamiltonii (Gray, 1831) - tartaruga di stagno punteggiata

- Genere: Geoemyda
  - Geoemyda japonica Fan, 1931 - tartaruga foglia di Ryukyu
  - Geoemyda spengleri (Gmelin, 1789) - tartaruga foglia vietnamita

- Genere: Hardella
  - Hardella thurji (Gray, 1831) - tartaruga di fiume coronata

- Genere: Heosemys
  - Heosemys annandalii (Boulenger, 1903) - tartaruga del tempio a testa gialla
  - Heosemys depressa (Anderson, 1875) - tartaruga della foresta di Arakan
  - Heosemys grandis (Gray, 1860) - tartaruga di stagno gigante asiatica
  - Heosemys spinosa (Gray, 1831) - tartaruga spinosa

- Genere: Leucocephalon
  - Leucocephalon yuwonoi (McCord, Iverson & Boeadi, 1995) - tartaruga di foresta del Sulawesi

- Genere: Malayemys
  - Malayemys isan Sumontha, Brophy, Kunya, Wiboonatthapol & Pauwels, 2016 -
  - Malayemys macrocephala (Gray, 1859) - tartaruga mangia-chiocciole della Malesia
  - Malayemys subtrijuga (Schweigger, 1812) - tartaruga mangia-chiocciole del Mekong

- Genere: Mauremys
  - Mauremys annamensis (Siebenrock, 1903) - tartaruga palustre del Vietnam
  - Mauremys caspica (Gmelin, 1774) - tartaruga palustre del Caspio
  - Mauremys japonica (Temminck & Schlegel, 1835) - tartaruga palustre del Giappone
  - Mauremys leprosa (Schweigger, 1812) - tartaruga palustre mediterranea
  - Mauremys mutica (Cantor, 1842) - tartaruga palustre gialla
  - Mauremys nigricans (Gray, 1834) - tartaruga cinese collo rosso
  - Mauremys reevesii (Gray, 1831) - tartaruga cinese palustre tricarinata
  - Mauremys rivulata (Valenciennes, 1833) - tartaruga palustre dei Balcani
  - Mauremys sinensis (Gray, 1834) - tartaruga cinese dal collo striato

- Genere: Melanochelys
  - Melanochelys tricarinata (Blyth, 1856) - tartaruga tricarinata terricola
  - Melanochelys trijuga (Schweigger, 1812) - tartaruga nera indiana

- Genere: Morenia
  - Morenia ocellata (Duméril & Bibron, 1835) - tartaruga ocellata birmana
  - Morenia petersi (Anderson, 1879) - tartaruga ocellata indiana

- Genere: Notochelys
  - Notochelys platynota (Gray, 1834) - tartaruga guscio piatto malese

- Genere: Orlitia
  - Orlitia borneensis Gray, 1873 - tartaruga gigante malese

- Genere: Pangshura
  - Pangshura smithii (Gray, 1863) - tartaruga a tetto bruna
  - Pangshura sylhetensis (Jerdon, 1870) - tartaruga a tetto dell'Assam
  - Pangshura tecta (Gray, 1831) - tartaruga a tetto indiana
  - Pangshura tentoria (Gray, 1834) - tartaruga a tetto

- Genere: Sacalia
  - Sacalia bealei (Gray, 1831) - tartaruga ocellata di Beale
  - Sacalia quadriocellata (Siebenrock, 1903) - tartaruga quadriocellata

- Genere: Siebenrockiella
  - Siebenrockiella crassicollis (Gray, 1831) - tartaruga delle paludi nera
  - Siebenrockiella leytensis (Taylor, 1920) - tartaruga di foresta di Palawan

- Genere: Vijayachelys
  - Vijayachelys silvatica (Henderson, 1912) - tartaruga foglia della foresta di Cochin